# Докорінний злам у війні
Докорі́нний перело́м у війні́ — процес, що охоплює звичайно цілий період або етап війни, у ході якого відбуваються різкі необоротні зміни у військово-політичній і стратегічній обстановці.
У ході його стратегічна ініціатива остаточно переходить від сторони, що мала успіх, до іншої сторони, що відбила удари супротивника, що захопила ініціативу й одержала гнітючу військово-економічну перевагу. Основу докорінного перелому у війні становлять глибокі зрушення в збройній боротьбі, у ході й способах ведення воєнних дій, міняється співвідношення сил, мети дій і стратегія боротьби.
Разом з тим, докорінний перелом у війні включає також значні глибокі зміни в політичному, економічному й ідеологічному протиборстві сторін. У ході його супротивник втрачає своїх колишніх переваг. Перевага у всіх сферах боротьби переходить до іншої сторони. Поряд з поглибленням кризи в супротивника, сторона що протиборствує, захоплює ініціативу, і її ВЗ здобувають нову якість. У процесі докорінного перелому, як правило, починається розпад коаліції супротивника, одна за іншою союзницькі держави виводяться з війни.
Навпроти, коаліція іншої сторони зміцнює, у неї входять нові держави, різко активізуються національно-визвольні рухи. У минулому докорінний перелом у війні міг досягатися в одному або декількох генеральних боях. У сучасних умовах для цього потрібно, як правило, тривалий час, виграш декількох військових кампаній, як це було у Другій світовій війні.
Докорінний перелом може складатися з декількох фаз: перша фаза — початок докорінного перелому; друга фаза — розвиток докорінного перелому і його вихід на кульмінаційний пункт; третя фаза — завершення докорінного перелому.
У Другій світовій війні перша фаза зайняла кінець 1942 і початок 1943 р.; друга фаза — літо 1943 р.; третя — осінь і початок зими 1943 р.